# Kobelwald (Landschaftsschutzgebiet)

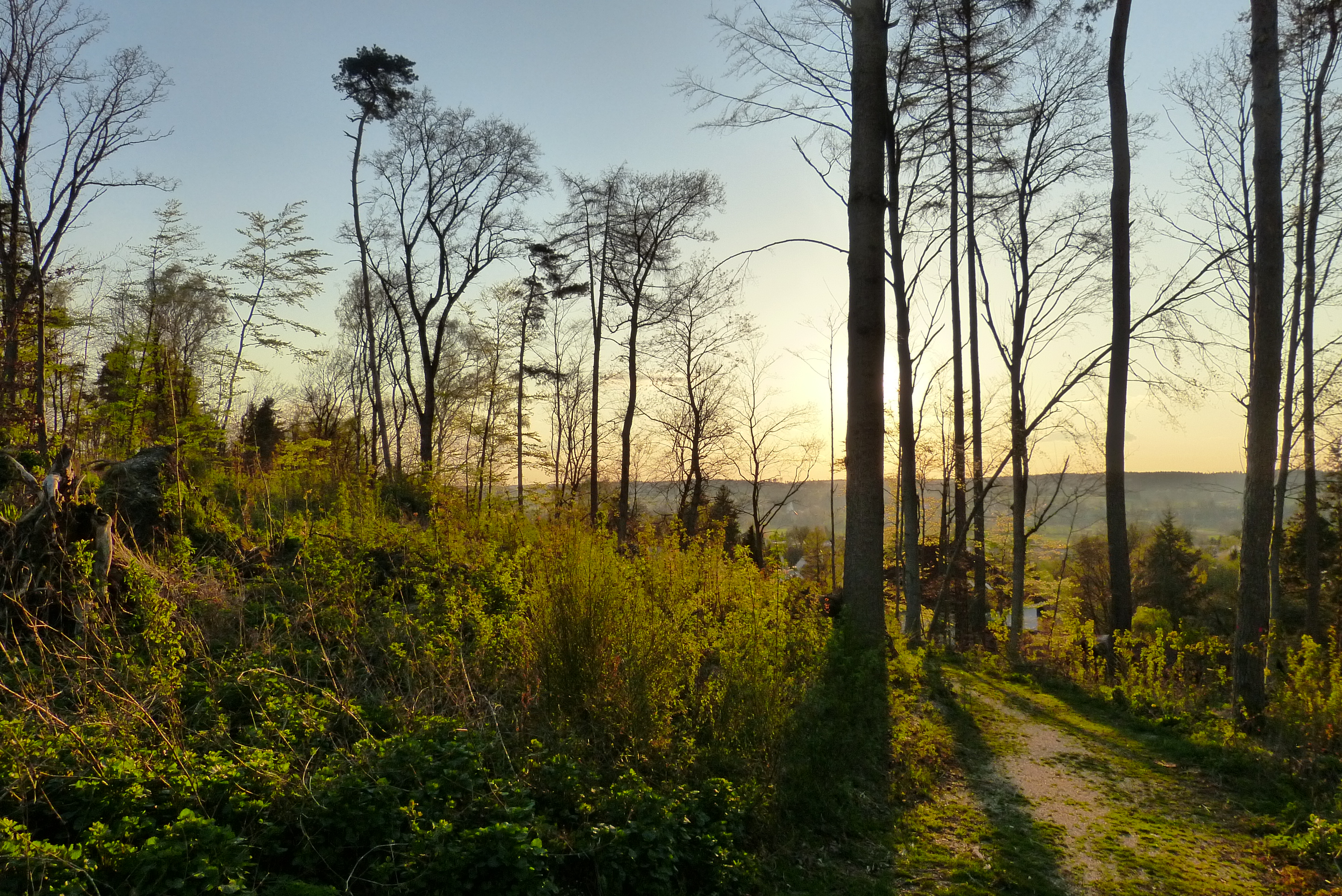
Der durch Windbruch ausgelichtete Kobelwald (2015)

Der Kobelwald, auch das Kobelholz genannt, ist ein Wald und Landschaftsschutzgebiet in Westheim (Neusäß) auf dem Kobelberg im Landkreis Augsburg. Der Wald wurde durch Rodung und Bebauung zwischen etwa 1850 und 1950 in seiner Ausdehnung reduziert. Durch Bürgeraktivitäten konnte er aber weitgehend vor weiterer Bebauung geschützt und als innerörtliches Naherholungsgebiet von Westheim auf Dauer gesichert werden. Er hat wiederholt durch Windbruch starke Schäden erlitten, zuletzt und am stärksten im Jahr 2013.

## Lage

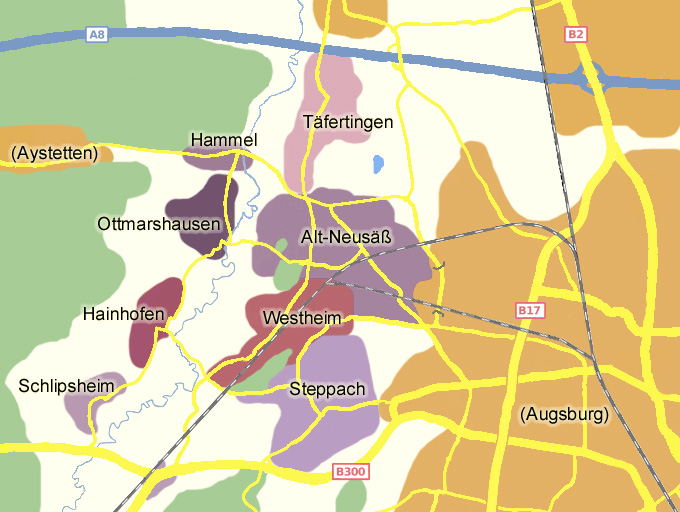
Auf der Karte ist der Kobelwald als längliche grüne Fläche zwischen Westheim und Steppach zu sehen

Der Kobelberg erhebt sich im Westen von Augsburg als nördlicher Abschluss einer bewaldeten Hügelkette, die von Süd-Südwest kommend zwischen den Tälern der Schmutter und der Wertachtal liegt. Nördlich des Kobels vereinigen sich die beiden Täler zu einer breiten Ebene.
Auf der Kuppe des Kobels befindet sich seit dem Jahr 1602 eine Loretokapelle, die im 17. Jahrhundert zur Wallfahrtskirche St. Maria von Loreto ausgebaut wurde. Heute umsäumt der Kobelwald die Kobelkirche und erstreckt sich entlang des Berghangs vor allem in Richtung Südwesten der Kirche zum Schmuttertal hinab, aber auch eine geringe Strecke dem Hang folgend nach Norden und Nordosten. In Richtung Südosten von der Kirche aus verläuft der Hang des Kobels flacher. Hier befanden sich früher Felder, heute ein terrassierter Sportplatz und Wohnbebauung.
Der Kobelwald verbindet die Gemeinden (heute Stadtteile) Westheim und Steppach. Im Süden durch die Straße „Am Kobelgraben“ begrenzt, schließt sich an den Kobelwald der Naturpark Augsburg – Westliche Wälder an.

## Geschichte

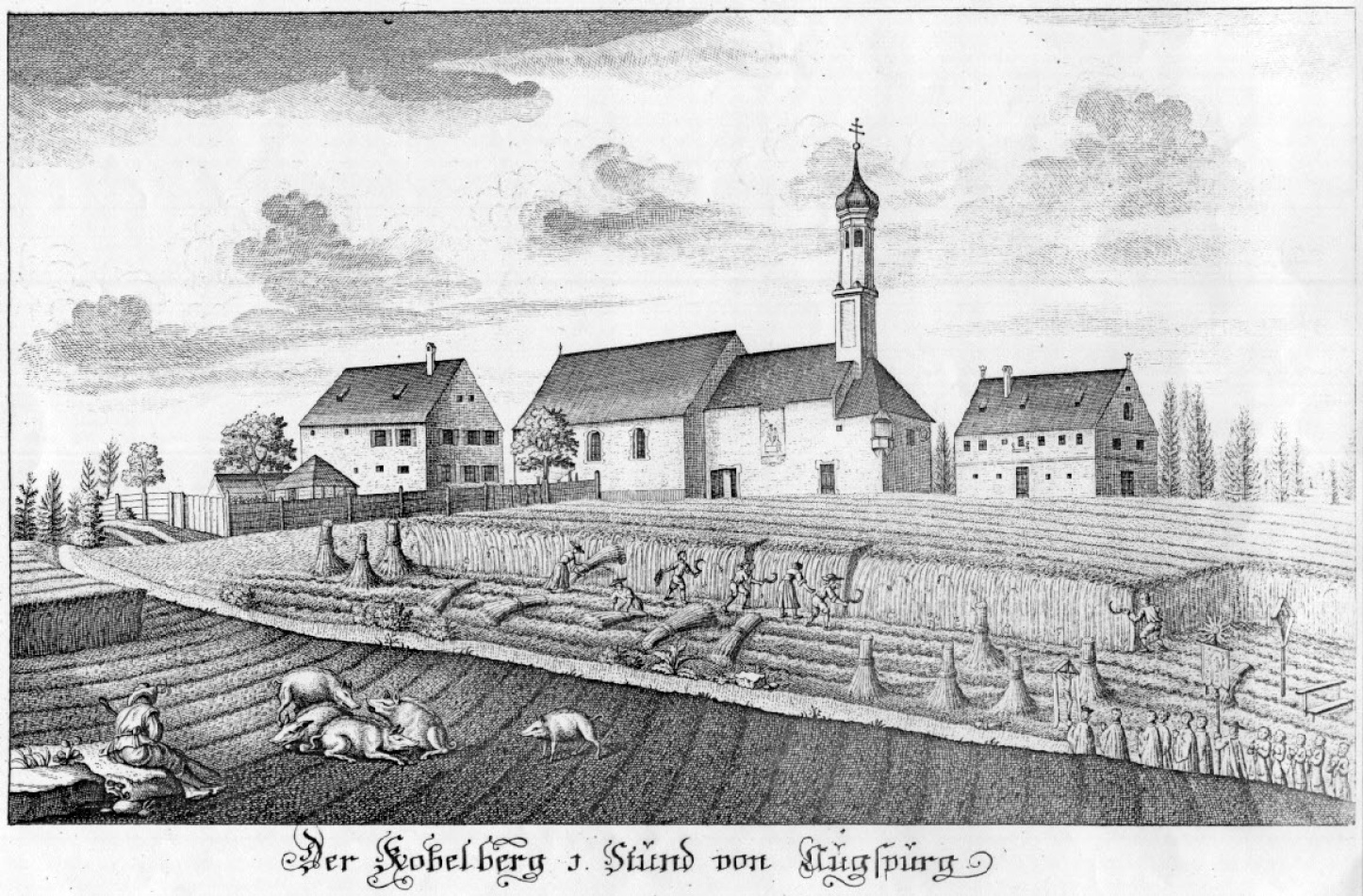
Auf dem Kupferstich von 1720 ist der obere Beginn des Kobelwalds hinter der Kobelkirche sichtbar

### Bau der Kobelkirche
Die Besitzer des bewaldeten Kobelbergs waren früher die Augsburger Patrizierfamilien Langenmantel, später Rehlinger.
Der Westheimer Ortsherr Karl von Langenmantel ließ 1602 auf dem Kobelberg ein Stück Land für die Errichtung der Loretokapelle roden. Die Kapelle mit einer Nachbildung der Muttergottesfigur von Loreto zog große Mengen von Pilgern an, so dass die Kapelle bald zu einer Wallfahrtskirche vergrößert wurde. Außerdem wurde zur Versorgung der Wallfahrer eine Gastronomie auf dem Kobel errichtet.

### Schutz des Waldes vor Bebauung

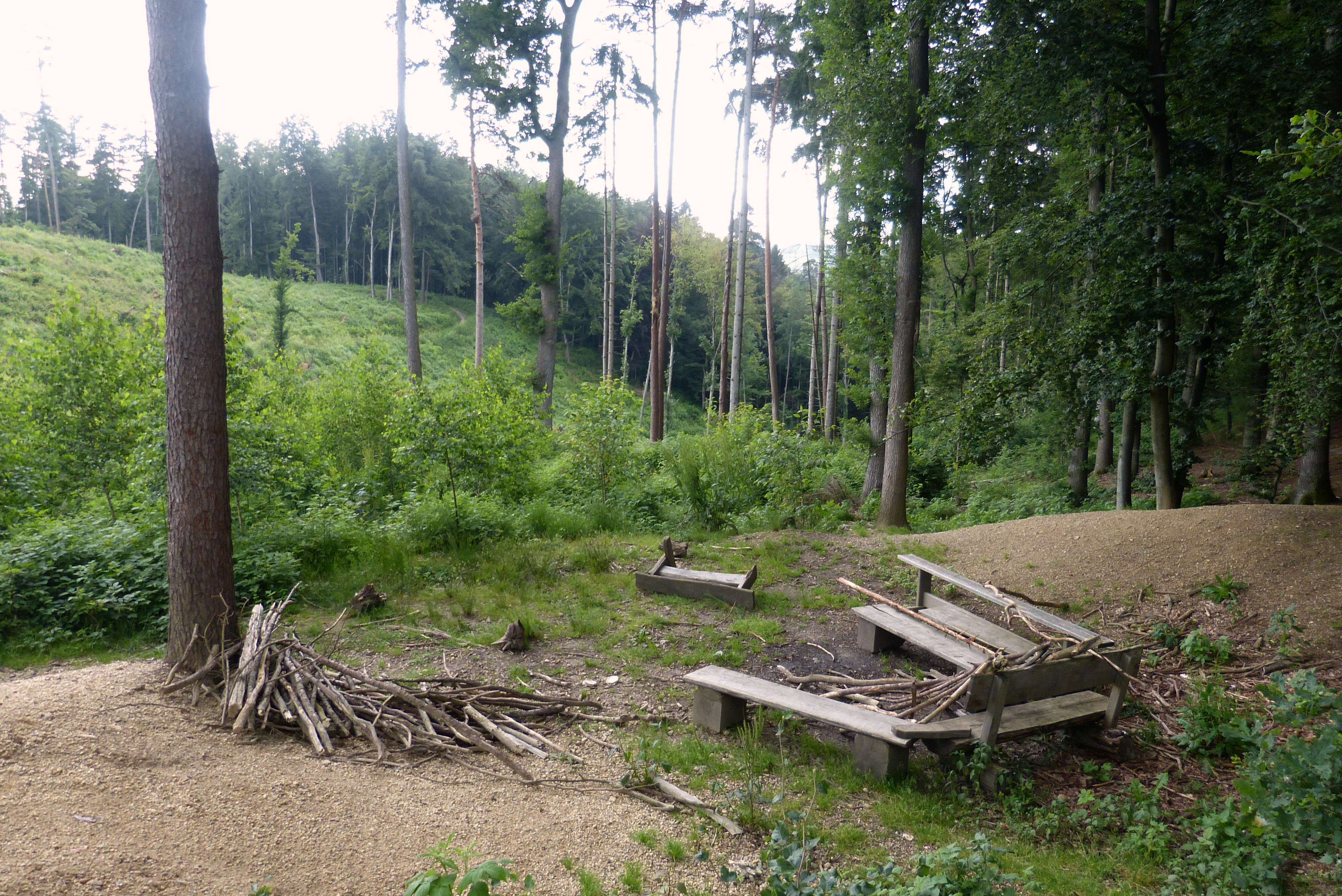
Ein mit Bänken ausgestatteter Platz mit schönem Ausblick.

Nachdem Westheim zur Mitte des 19. Jahrhunderts durch einen Bahnhof an Augsburg angebunden wurde, wuchs seine Bebauung stetig an. Baron Friedrich von Rehlingen verkaufte Baugrundstücke am Hang des Kobels, auf denen sich vor allem wohlhabende Augsburger Familien Villen erbauten. So entstand in Westheim um das Jahr 1900 in einem ersten Bauboom eine Villenkolonie am Kobelhang.
Um den Waldsaum um die Kobelkirche zu bewahren und den Kobelwald vor der drohenden Rodung zu schützen, gründete sich im Jahr 1907 der Verein Kobelkirchen-Anlagen e. V., der heutige Kobelschutzverein e. V. Mitbegründer des Vereins war der damalige Wallfahrtspriester auf dem Kobel, Pater Stephan Grüner, zusammen mit Westheimer und Augsburger Bürgern. Der Verein erwarb nach und nach Teile des Waldes um die Kirche.
In einer zweiten Bauwelle Ende der 1920er und in den 1930er Jahren wurden Häuser bis an den Rand des Kobelwaldes gebaut, der Wald selbst aber nicht in Anspruch genommen.

### Baumaßnahmen im Kobelwald

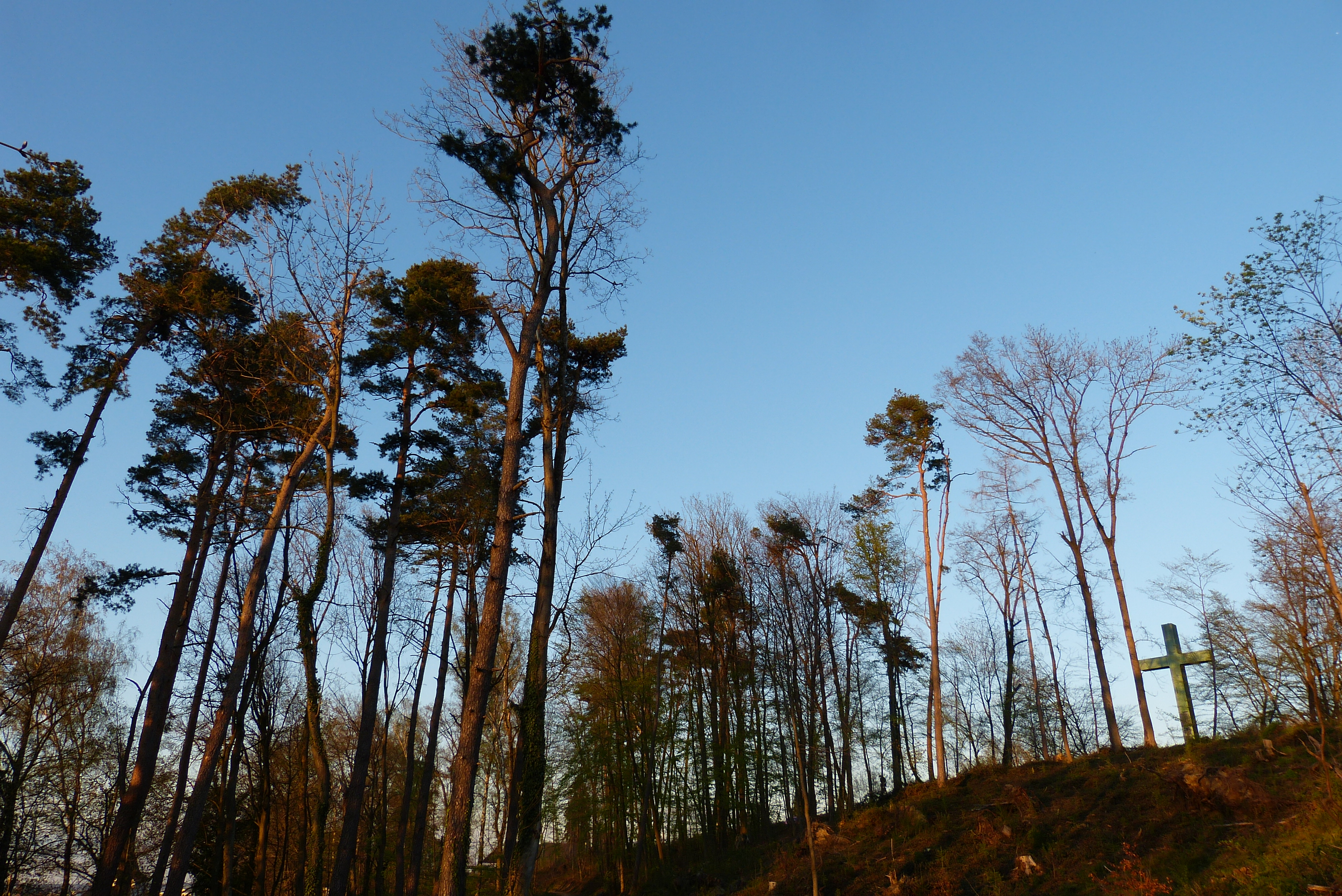
Im Kobelwald, rechts das Kobelkreuz

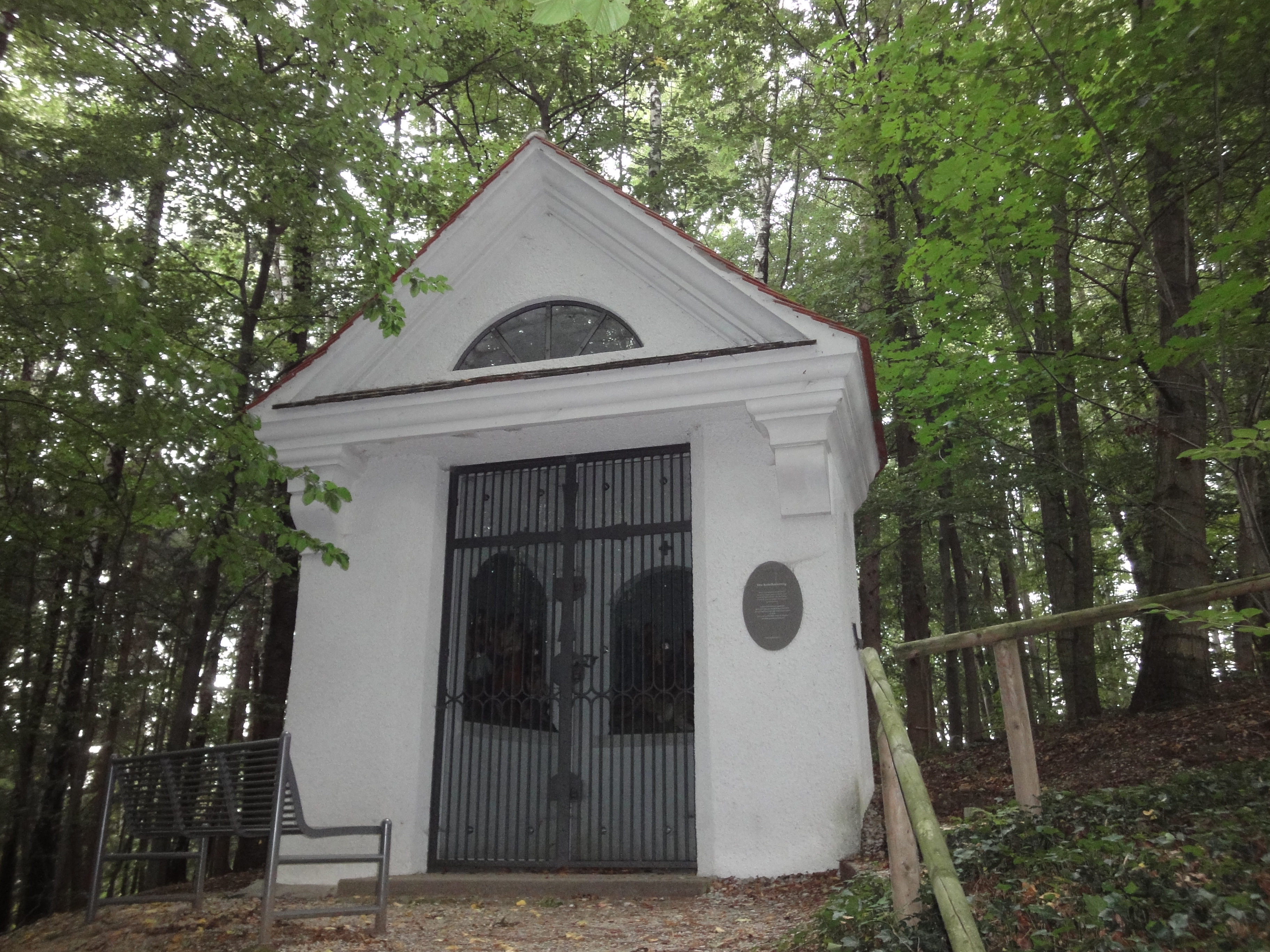
Kreuzwegstation im Kobelwald

Der Kobelwald wurde in den folgenden Jahrzehnten vom Naturschutz, aber auch von der christlich-katholischen Ausrichtung des ihn schützenden Vereins geprägt.
Im Gründungsjahr 1907 wurde der Weg vom Bahnhof durch den Wald zur Kirche erschlossen. 1931 wurde durch den Verein am Rand des Kobelwaldes das „Kobelkreuz“ errichtet, ein 18 Meter großes Metallkreuz mit beabsichtigter „Fernwirkung“ auf Augsburg. Es war das damals höchste Kreuz Bayerns außerhalb der Berge.
Im Dritten Reich, in den Jahren 1936–37, wurde ein Kreuzweg hinzugefügt, der durch den Kobelwald verläuft. Die Erbauung der vier Kreuzwegkapellen, die der Architekt Anton Kinseher entwarf, erfolgte als Arbeitsbeschaffungsmaßnahme. Die Kosten für den Kreuzweg wurden durch Spenden von Privatpersonen gedeckt und der Kobelschutzverein stellte den Grund dafür zur Verfügung. Die Kreuzwegkapellen enthalten die aus Holz geschnitzten Werke des Bildhauers Josef Beyrer. Sie stehen heute ebenso wie die Kobelkirche und das ehemalige Benefiziatenhaus unter Denkmalschutz.

### Landschaftsschutzgebiet
Im Dezember 1952 konnte die Stadt Augsburg das Gelände des Kobelwaldes südwestlich der Kobelkirche von den von-Rehlingschen Erben erwerben. Am 21. Januar 1954 wurde der gesamte Kobelwald (einschließlich seiner Flächen, die nicht dem Verein gehören) zum Landschaftsschutzgebiet erklärt. Damit konnte verhindert werden, dass der Wald von seinen Rändern her bebaut wurde.
Die Verordnung von 1954 war allerdings rechtlich nicht beständig. Sie wurde deshalb 1977 durch den damaligen Vorsitzenden des Kobelschutzvereins überarbeitet und als Satzung am 14. November 1977 in Kraft gesetzt. Die dabei als Landschaftsschutzgebiet geschützte Fläche beträgt ca. 20,9 Hektar.
Der Kobelschutzverein erwarb weitere Grundstücke am Kobelhang und legte in den 1970er Jahren einen Spazierweg durch den Kobelwald an. Beim Ausbau der heutigen Kobelstraße erfolgte ein Flächentausch mit dem Verein. Heute (Stand 2015) besitzt der Kobelschutzverein eine Fläche von 3,22 Hektar. Der Kobelschutzverein ist für den Erhalt des Kobelwaldes, des Kreuzwegs und des Kobelkreuzes verantwortlich. Der Kaufmann Hans Sailer erwarb nach dem Jahr 2000 das südwestliche Waldgelände mit 12 ha von der Stadt Augsburg und übertrug dieses nach seinem Tode in die „Hans und Hermine Sailer Stiftung Kobelwald“, die den Erhalt des Waldes sichert.

### Windbruch- und andere Schäden
Durch die exponierte Lage auf dem Kobelberg ist der Kobelwald regelmäßig starken Sturmschäden ausgesetzt.
Aus dem Frühjahr 1934 sind schwere Windbruchschäden überliefert.
Im September 1946 wurden wegen Borkenkäferbefall die Nadelbäume des Kobelwalds gefällt. Im Sommer 1947 wurde der Wald wieder aufgeforstet.
Die Orkane Wiebke (1990) und Lothar (1999) richteten große Windbruchschäden im Kobelwald an. Am 20. Juni 2013 verheerte ein Mini-Tornado den Kobelwald und zerstörte etwa 80 % seines Baumbestands. Seither ist der Kobelwald stark ausgelichtet und von den schrägliegenden Stümpfen der umgeworfenen Bäume geprägt. Die Wiederaufforstung begann 2014.